# Matteo Gazzini
Matteo Gazzini (ur. 9 lipca 1985 w Bolzano) – włoski polityk, poseł do Parlamentu Europejskiego IX kadencji.

## Życiorys
Uzyskał licencję pilota zawodowego (CPL) i uprawnienia instruktora lotnictwa. Kształcił się na Syracuse University, uzyskując dyplomy z inżynierii i matematyki. Zawodowo związany z przedsiębiorstwem funkcjonującym w sektorze nieruchomości. Zaangażował się w działalność polityczną w ramach Ligi Północnej. W 2019 bez powodzenia kandydował do Europarlamentu. Mandat posła do PE IX kadencji objął jednak w listopadzie 2022. W 2023 zrezygnował z członkostwa w swoim ugrupowaniu, po czym dołączył do Forza Italia